# Dimitra, Elida
Dimitra (greacă Δήμητρα) este un oraș în Grecia în Prefectura Elida.